# Mikhaïl Drozdovski
Mikhaïl Gordeïevitch Drozdovski (en russe : Михаил Гордеевич Дроздовский), né le 7 octobre 1881 à Kiev et mort le 1er janvier 1919 à Rostov-sur-le-Don), est un général de division russe, chevalier des ordres de Saint-Georges, Saint-Vladimir, Sainte-Anne et Saint-Stanislas. Vétéran de la guerre russo-japonaise et de la Première Guerre mondiale, représentant de la branche monarchiste du mouvement blanc avec notamment la division de Drozdovski.

## La guerre russo-japonaise
Après sa formation militaire à l'école militaire de Pavel, en 1904-1905 Drozdovski sert dans le 34e régiment de Sibérie orientale du 1er corps sibérien de la 2e armée de Mandchourie. Son comportement exemplaire lors des combats contre les Japonais du 12 au 16 janvier 1906 près des villages Kheïgooutaï et Semapou lui vaut d'être décoré de l'ordre de Sainte-Anne de 4e classe avec la mention « pour bravoure » (décrets no 87 et 91 de la 2e armée de Mandchourie). Lors des combats autour de Semapou il est blessé à la hanche mais reprend son service dès le 18 mars. Le 30 octobre 1905 il reçoit pour sa participation à la guerre l'ordre de Saint-Stanislas de 3e classe avec épées et ruban et le droit de porter avec ruban la médaille commémorative « en souvenir de la guerre russo-japonaise de 1904-1905 » (décrets no 41 et 139 du ministère de la guerre).

## La Première Guerre mondiale
Au début de la Première Guerre mondiale Drozdovski est attaché à l’état-major du front du nord-ouest. En mars 1915 il est promu lieutenant-colonel et prend peu après le commandement de l’état-major de la 64e division d’infanterie. En juillet il reçoit pour ses mérites l’ordre de Saint-Vladimir de 4e classe avec ruban et épées. Fin 1915 il commande l’état-major du 26e corps d’armée.
En été 1916 il est promu colonel et sert sur le front du sud-ouest. Il y est blessé au bras lors de combats et reçoit l’ordre de Saint-Georges de 4e classe.
Après la révolution de février Drozdovski parvient à maintenir l’ordre dans sa troupe malgré la désorganisation générale de l’armée (le front roumain étant toutefois moins touché que les autres).

## La guerre civile russe
En 1917 il organise à Iași, sur le front roumain, une division de volontaires des armées blanches avec qui il traverse en 1918 l'Ukraine (qui avait déclaré son indépendance) pour rejoindre l'armée des volontaires sur le Don (la célèbre marche de Iași au Don).
Drozdovski et ses hommes intègrent alors les rangs de l'armée des volontaires (dont elle double les effectifs), rejetant l’invitation de l’ataman Krasnov de rejoindre l’armée du Don. Mikhaïl Gordeïevitch participe à la seconde campagne du Kouban et est l'un des premiers à enrôler dans ses troupes des prisonniers de l'armée rouge (ils formeront le régiment Samourski). En octobre 1918 le général Drozdovski est blessé au combat non loin de Stavropol, il décèdera des suites de sa blessure en janvier 1919.
Il est enterré dans la crypte de la Cathédrale militaire Saint-Alexandre-Nevski mais en mars 1920 sa dépouille est transférée par ses troupes en Crimée et enterrée sur la colline de Malakhov à Sébastopol sous un faux nom. Le lieu exact de sa sépulture est inconnu et a vraisemblablement été détruit lors des combats de la Seconde Guerre mondiale.

## Décoration
Ordres impériaux russe
- Ordre de Saint-Georges, 4e classe.
- Ordre de Saint-Vladimir, 3e classe avec épées.
- Ordre de Saint-Vladimir, 4e classe avec épées et arc.
- Ordre de Sainte-Anne, 3e classe.
- Ordre de Sainte-Anne, 4e classe avec l'inscription « Pour la bravoure ».
- Ordre de Saint-Stanislas, 3e classe avec épées et arc.

Arme honorifique
- Armes de Saint-Georges.

Les médailles
- Médaille "en mémoire de la guerre russo-japonaise" avec l'arc.
- Médaille "À la mémoire du 100e anniversaire de la guerre patriotique de 1812".
- Médaille "À la mémoire du 300e anniversaire du règne de la maison des Romanov".